# 胖子老師
《胖子老師》（日语：でぶせん）是安童夕馬原作、朝基勝士作畫的日本漫畫作品。以《感應少年EIJI》登場的福島滿作為主角設置的衍生作品。於2014年起在網絡《Manga Box》連載，及後移籍至《週刊Young Magazine》連載。
2016年Hulu進行電視劇化，主演為森田甘路。

## 出版書籍
| 卷數 | 講談社        | 講談社                 |
| 卷數 | 發售日期      | ISBN                   |
| ---- | ------------- | ---------------------- |
| 1    | 2014年12月5日 | ISBN 978-4-06-382531-2 |
| 2    | 2015年2月6日  | ISBN 978-4-06-382559-6 |
| 3    | 2015年5月1日  | ISBN 978-4-06-382612-8 |
| 4    | 2015年9月4日  | ISBN 978-4-06-382673-9 |
| 5    | 2015年12月4日 | ISBN 978-4-06-382715-6 |
| 6    | 2016年4月6日  | ISBN 978-4-06-382758-3 |
| 7    | 2016年7月6日  | ISBN 978-4-06-382776-7 |
| 8    | 2016年8月5日  | ISBN 978-4-06-382838-2 |
| 9    | 2016年9月6日  | ISBN 978-4-06-382842-9 |

## 電視劇

### 演員

#### 主角
- 福島滿 / 福島滿子（2年寅班導師） - 森田甘路[1]

#### 帝邊高等學校教職人員
- 朝比奈景子（2年丑班導師） - 大澤玲美（日语：大澤玲美）
- 澤矢海人（教務主任）- 渡邊邦斗（日语：渡辺邦斗）
- 裏見多摩部（2年寅班副導師） - 澀谷謙人（日语：渋谷謙人）
- 毛見真奈美（毛見マナミ）（化學老師） - 寺川里奈（日语：寺川里奈）
- 三角讓（三角ジョー）（數學老師） - 川嶋秀明（日语：川嶋秀明）
- 柳田三太夫（副校長） - 菊池聰（日语：スマイリーキクチ）
- 校長 - 廣樹（日语：ぴろき）

#### 帝邊高等學校2年寅班
- 義志澤月人 - 橫濱流星[2]
- 黃龍力生 - 大野拓朗（日语：大野拓朗）[3]
- 緋熊五郎 - 東史友亮（日语：東史友亮）
- 小山大器 - 淵野右登（日语：渕野右登）
- 茅野廣海 - 中山龍也（日语：中山龍也）
- 盾野龍一 - 濱田和馬（日语：濱田和馬）
- 神夜晶 - 池上紗理依
- 麻生祥子 - 芝崎唯奈（日语：芝崎唯奈）
- 櫻井菖蒲 - 椿弓里奈（日语：椿弓里奈）

### 製作團隊
- 劇本 - 伴一彦
- 音樂 - 小西康陽（日语：小西康陽）
- 導演 - 松永洋一（日语：松永洋一）
- 主題曲 - どるせん from TPD〈老師最喜歡的（センセイのお気に入り）〉[4]
- 製作人 - 次屋尚（日语：次屋尚）
- 製作 - K Factory（日语：ケイファクトリー）
- 製作出品 - HJ控股（ホールディングス）

## 外部連結
- 「胖子老師」作品介紹網頁 － Young Magazine
- 電視劇「胖子老師」官方網頁 （页面存档备份，存于）
- Hulu原創劇集「胖子老師」的X（前Twitter）